# Daily News and Analysis
Daily News and Analysis (DNA) é um standard indiano lançado em 2005 e publicado em inglês para as cidades de Bombaim, Ahmedabad, Pune, Jaipur, Bangalore e Indore. Ele é o primeiro standard colorido indiano em língua inglesa publicado diariamente, destinado a um público jovem e administrado pela Diligent Media Corporation.

## Lançamento
Uma campanha publicitária de alto perfil e com o tagline, "Speak up, it's in your DNA" ("Fale, está no seu DNA"), precedeu o nascimento do Daily News and Analysis em 2005. O contexto em que a publicação foi introduzida foi descrito pela mídia indiana como tumultuado, ocorrendo cortes de preços e atividades competitivas.

## Eliminação da página de edição
Em 1 de fevereiro de 2010, foi anunciado em sua primeira página pelo ex-editor-chefe Aditya Sinha, que o DNA eliminaria a sua "página de edição", uma seção que contém editoriais, análises e opiniões. A decisão do periódico foi considerada corajosa e atraiu muita crítica do campo. O periódico começou a fornecer, em locais apropriados, opiniões e comentários de peritos em páginas distintas.

## Circulação
Em 2007, o DNA anunciou que sua circulação paga atingiu quatrocentos mil em Bombaim. O periódico já havia atingido trezentos mil em outubro do ano passado. Em maio de 2006, DNA autorizou que seus números de circulação fosse certificado pela Ernst & Young.

## Desligamento
O DNA foi inicialmente publicado em Bombaim, Ahmedabad, Pune, Jaipur, Bangalore e Indore. Entretanto, sua circulação foi encerrada em 2014 nas cidades de Pune e Bangalore. Em ambas as cidades, os moradores receberam a notícia do encerramento do periódico no último instante. Na cidade de Pune, os funcionários foram orientados a não comparecer ao trabalho a partir de determinada data e receberam pacotes de benefícios pela demissão. Em Bangalore, a publicação foi encerrada através da conta oficial do Twitter em 12 de agosto de 2014, e a última edição foi no Dia da Independência (15 de agosto)